# Simbabwische Cricket-Nationalmannschaft in Bangladesch in der Saison 2009/10
Die Tour der simbabwischen Cricket-Nationalmannschaft nach Bangladesch in der Saison 2009/10 fand vom 27. Oktober bis zum 5. November 2009 statt. Die internationale Cricket-Tour war Teil der internationalen Cricket-Saison 2009/10 und umfasste fünf ODIs. Bangladesch gewann die Serie 4-1.

## Vorgeschichte
Für beide Mannschaften war es die erste Tour der Saison nach der ICC Champions Trophy 2009. Das letzte Aufeinandertreffen der beiden Mannschaften bei einer Tour fand in der Saison 2009 in Simbabwe statt.

## Stadien
Die folgenden Stadien wurden für die Tour als Austragungsort ausgewählt und am 29. August 2009 bekanntgegeben.
| Stadion                                | Stadt      | Kapazität | Spiele         |
| -------------------------------------- | ---------- | --------- | -------------- |
| Zohur Ahmed Chowdhury Stadium          | Chittagong | 22.000    | 4. ODI; 5. ODI |
| Sher-e-Bangla National Cricket Stadium | Dhaka      | 26.000    | 1. – 3. ODI    |

## Kader
Simbabwe benannte seinen Kader am 7. Oktober 2009.
Bangladesch benannte seinen Kader am 22. Oktober 2009.
| Test | Test |
| Bangladesch | Simbabwe |
| --- | --- |
| - Shakib Al Hasan (K) - Abdur Razzak - Dolar Mahmud - Enamul Haque - Junaid Siddique - Mahmudullah - Mohammad Ashraful - Mushfiqur Rahim (wk) - Naeem Islam - Nazmul Hossain - Raqibul Hasan - Rubel Hossain - Shahadat Hossain - Tamim Iqbal | - Prosper Utseya (K) - Chamu Chibhabha - Elton Chigumbura - Charles Coventry - Graeme Cremer - Kyle Jarvis - Hamilton Masakadza - Stuart Matsikenyeri - Chris Mpofu - Forster Mutizwa - Ray Price - Tatenda Taibu (wk) - Brendan Taylor - Mark Vermeulen - Malcolm Waller |

## Tour Matches
| 23. Oktober Scorecard | Dhaka | Zimbabweans 206 (42)         | – | Bangladesh Cricket Board XI 207-6 (44.5) |
|                       |       | BCB XI gewinnt mit 4 Wickets |   |                                          |

| 25. Oktober Scorecard | Dhaka | Zimbabweans 335-5 (50)           | – | Bangladesh Cricket Board XI 143 (36.4) |
|                       |       | Zimbabweans gewinnt mit 192 Runs |   |                                        |

## One-Day Internationals

### Erstes ODI in Dhaka
| 27. Oktober Scorecard | Dhaka | Bangladesch 186 (46.5)         | – | Simbabwe 189-5 (34.4) |
|                       |       | Simbabwe gewinnt mit 5 Wickets |   |                       |

### Zweites ODI in Dhaka
| 29. Oktober Scorecard | Dhaka | Simbabwe 219 (47.2)               | – | Bangladesch 221-3 (29.3) |
|                       |       | Bangladesch gewinnt mit 7 Wickets |   |                          |

### Drittes ODI in Dhaka
| 31. Oktober Scorecard | Dhaka | Simbabwe 196 (41.1)               | – | Bangladesch 198-6 (40.4) |
|                       |       | Bangladesch gewinnt mit 4 Wickets |   |                          |

### Viertes ODI in Chittagong
| 3. November Scorecard | Chittagong | Simbabwe 44 (24.5)                | – | Bangladesch 49-4 (11.5) |
|                       |            | Bangladesch gewinnt mit 6 Wickets |   |                         |

### Fünftes ODI in Chittagong
| 5. November Scorecard | Chittagong | Simbabwe 221-9 (50)              | – | Bangladesch 222-9 (49) |
|                       |            | Bangladesch gewinnt mit 1 Wicket |   |                        |

## Statistiken
Die folgenden Cricketstatistiken wurden bei dieser Tour erzielt.
| ODIs               | ODIs        | ODIs    | ODIs    | ODIs    | ODIs    | ODIs    | ODIs    | ODIs    |
| Batting            | Batting     | Batting | Batting | Batting | Batting | Batting | Batting | Batting |
| Spieler            | Mannschaft  | Spiele  | Innings | Runs    | Average | HS      | 100s    | 50s     |
| ------------------ | ----------- | ------- | ------- | ------- | ------- | ------- | ------- | ------- |
| Shakib Al Hasan    | Bangladesch | 5       | 4       | 143     | 71,50   | 105*    | 1       | 0       |
| Brendan Taylor     | Simbabwe    | 5       | 5       | 141     | 35,25   | 118*    | 1       | 0       |
| Hamilton Masakadza | Simbabwe    | 5       | 5       | 140     | 28,00   | 84      | 0       | 1       |
| Tamim Iqbal        | Bangladesch | 5       | 5       | 135     | 27,00   | 80      | 0       | 1       |
| Elton Chigumbura   | Simbabwe    | 5       | 5       | 130     | 32,50   | 60*     | 0       | 1       |
| Bowling            |             |         |         |         |         |         |         |         |
| Spieler            | Mannschaft  | Spiele  | Overs   | Wickets | Average | BBI     | 5W      | 10W     |
| Abdur Razzak       | Bangladesch | 5       | 41      | 15      | 11,46   | 5/29    | 1       | 0       |
| Shakib Al Hasan    | Bangladesch | 5       | 42.5    | 7       | 20,28   | 3/8     | 0       | 0       |
| Enamul Haque       | Bangladesch | 3       | 27      | 6       | 17,00   | 3/16    | 0       | 0       |
| Graeme Cremer      | Simbabwe    | 5       | 33.3    | 6       | 25,66   | 2/11    | 0       | 0       |
| Nazmul Hossain     | Bangladesch | 4       | 27.1    | 5       | 16,60   | 3/13    | 0       | 0       |
| Elton Chigumbura   | Simbabwe    | 5       | 29      | 5       | 26,80   | 3/27    | 0       | 0       |
| Chamu Chibhabha    | Simbabwe    | 5       | 28.3    | 5       | 31,60   | 2/28    | 0       | 0       |
| Kyle Jarvis        | Simbabwe    | 4       | 26.5    | 5       | 32,20   | 3/38    | 0       | 0       |

## Player of the Series
Als Player of the Series wurden die folgenden Spieler ausgezeichnet.
| Serie | Player of the Series |
| ----- | -------------------- |
| ODI   | Abdur Razzak         |

### Player of the Match
Als Player of the Match wurden die folgenden Spieler ausgezeichnet.
| Spiel  | Player of the Match |
| ------ | ------------------- |
| 1. ODI | Elton Chigumbura    |
| 2. ODI | Abdur Razzak        |
| 3. ODI | Tamim Iqbal         |
| 4. ODI | Nazmul Hossain      |
| 5. ODI | Naeem Islam         |